# Minamata (film)
Pour plus de détails, voir Fiche technique et Distribution.
Minamata est un drame biographique américano-britannique co-écrit et réalisé par Andrew Levitas, sorti en 2020.
Il s'agit d'un film biographique sur William Eugene Smith, un photojournaliste américain.
Il est présenté hors compétition à la Berlinale 2020.

## Synopsis
Dans les années 1970, le photographe américain William Eugene Smith, célèbre pour ses nombreux « essais photographiques » publié dans Life se rend à Minamata au Japon. Avec son appareil Minolta, il veut photographier des victimes atteintes de la « maladie de Minamata ». Cette maladie est engendrée par la pollution industrielle liée aux activités de la firme Chisso. Sur place, Smith est victime de sévères représailles. Il est donc rapatrié d'urgence aux États-Unis. Ce reportage va cependant faire de lui une icône du photojournalisme. 

## Fiche technique
- Titre original et français : Minamata
- Réalisation : Andrew Levitas
- Scénario : David K. Kessler, Stephen Deuters, Andrew Levitas et Jason Forman d'après Minamata de W. Eugene Smith et Aileen M. Smith
- Direction artistique : Simon Lamont
- Décors : Tom Foden
- Costumes : Momirka Bailovic
- Photographie : Benoît Delhomme
- Montage : Nathan Nugent
- Musique : Ryūichi Sakamoto
- Production : Johnny Depp, Bill Johnson, David K. Kessler, Andrew Levitas, Sam Sarkar, Gabrielle Tana et Kevan Van Thompson
- Sociétés de production : Ingenious, Metalwork Pictures, Infinitum Nihil et Wilderness Foundation Global
- Sociétés de distribution : Iervolino & Lady Bacardi Entertainment / Samuel Goldwyn Films (États-Unis)
- Pays de production :  États-Unis
- Langues originales : anglais et japonais
- Format : couleur et noir et blanc — 1,85:1
- Genre : drame, biopic
- Durée : 115 minutes
- Dates de sortie[1] :
  - Allemagne : 21 février 2020 (Berlinale - Special)
  - France : 20 octobre 2021 (en VOD)
  - États-Unis : 11 février 2022

## Distribution
- Johnny Depp (VFB : Karim Barras) : William Eugene Smith
- Akiko Iwase : Masako Matsumura
- Katherine Jenkins (VFB : Marcha Van Boven) : Millie
- Bill Nighy (VFB : Daniel Nicodème) : Robert Hayes
- Minami (VFB : Séverine Cayron) : Aileen Smith
- Hiroyuki Sanada : Mitsuo Yamazaki
- Tadanobu Asano : Tatsuo Matsumura
- Jun Kunimura (VFB : Patrick Donnay) : Jun'ichi Nojima
- Ryō Kase (VFB : Philippe Allard) : Kiyoshi
- Yosuke Hosoi : Daiki
- Lily Robinson : Diandra
- Masayoshi Haneda : l'exécuteur
- Tatsuya Hirano : le garde du corps
- Kenta Ogawa : le patient
- Shunsuke Okubo : le Japonais
- Koji Ono : l'homme de la compagnie
- Bomber Hurley Smith : Chris Lee
- Kotaro Suzuki : le membre d'équipage de la centrale de pollution
- Tatsuya Tagawa : l'exécutif
- Ana Trkulja : la bouddhiste japonaise
- Ali Shams Noraei : Mr. Noraei

- Version française
  - Studio de doublage : C You Soon 
  - Direction artistique : Alexandra Correa
  - Adaptation : Dimitri Botkine

## Production
En octobre 2018, Johnny Depp est annoncé pour incarner le célèbre photojournaliste William Eugene Smith, dans un film réalisé par Andrew Levitas.
Le tournage débute en janvier 2019, au Japon, en Serbie et au Monténégro.
Le 1er décembre 2021, Iervolino & Lady Bacardi Entertainment et Samuel Goldwyn Films ont annoncé qu'ils avaient acquis les droits de distribution américains du film auprès de MGM et qu'ils prévoyaient de le sortir le 15 décembre. La sortie a ensuite été repoussée au 11 février 2022.

## Distinctions

### Sélection
- Berlinale 2020 : Berlinale special gala[6]

### Nomination
- Oscars 2022 : Oscar du public